# 終わりなき輪舞曲
『終わりなき輪舞曲』（おわりなきロンド）は、C&Kの11枚目のシングル。発売元はユニバーサルミュージック。

## 解説
- 前作『みかんハート』から約11ヶ月振りのシングル。
- また今作では、A面曲のインストゥルメンタル・バージョンは収録されていない。
- DVDには、「終わりなき輪舞曲」のPVと2014年6月28日に行なわれた「CK 無謀な挑戦状case1 九州編〜マリンメッセへの道〜」の大阪公演でのライブ映像を収録。

## 収録曲

### CD
1. 終わりなき輪舞曲(動画)
九州朝日放送「ドォーモ」9月度エンディングテーマ
テレビ朝日系「Break Out」10月度オープニングトラック
2. 天翔る少年

### DVD
1. 6月28日「CK 無謀な挑戦状case1 九州編〜マリンメッセへの道〜」大阪公演
  1. C&K III〜to di Bone〜へべれけ宣言
  2. milky way
  3. みかんハート
  4. AND MORE...
2. 終わりなき輪舞曲(MUSIC VIDEO)